# 비문 박물관
비문 박물관(그리스어: Επιγραφικό μουσείο)은 그리스 아테네에 위치해 있는 박물관으로, 비석과 비문(碑文)을 중심적으로 전시하고 있다. 비석을 중심으로 전시하는 박물관 중에서는 세계 최대 규모이며, 소장 유물 수는 14,078점에 달한다.